# Gácser József
Gácser József (Medgyesegyháza, 1927. április 19. – 2016. szeptember 1. vagy előtte) magyar pedagógus.
Kutatási területe: A tanárképzés fejlesztése, vezetéstudomány, neveléstörténet, jeles pedagógus egyéniségek munkásságának feldolgozása.
Elsőként vállalkozott Pukánszky Bélával együtt arra, hogy Tettamanti Béla filozófus, pedagógus és pszichológus szakmai pályafutását elemezze, ezen munkájuk nemcsak a magyar neveléstörténetet, hanem a magyar pszichológiatörténetet is gazdagította.

## Életpályája
1947-ben népiskolai tanítói oklevelet, 1953-ban matematika–kémia szakos általános iskolai tanári oklevelet szerzett a Szegedi Pedagógiai Főiskolán, majd 1965-ben a debreceni Kossuth Lajos Tudományegyetemen pedagógia szakos előadói képesítést nyert. 1957-ig általános iskolában tanított, közben szakfelügyelőséget is vállalt. 1957-től 1976-ig a Békés megyei Művelődési Osztály csoportvezetői, majd osztályvezetői teendőit látta el.
1974-ben védte meg doktori disszertációját, 1987-ben pedig elnyerte a neveléstudomány kandidátusa fokozatot. 1976-tól 1992-ig mint tanszékvezető főiskolai tanár vezette Szegeden, a Juhász Gyula Tanárképző Főiskolán a Neveléstudományi Tanszéket, 1997-ig főiskolai tanárként dolgozott. Nevéhez kötődik a levelező nevelőtanári képzés megindítása. 11 éven át a főiskolai Gyakorlati Képzési Bizottság elnöke volt, majd pár évig a Tanulmányi Bizottság elnökeként működött. Tanulmányutakat Párizsban, Szentpéterváron, Potsdamban és Nyitrán tett. 1997-ben, 70 éves korában vonult nyugalomba.

## Művei (válogatás)
- A közoktatás és közművelődés együttműködése. Békéscsaba : Békés M. Tcs. Műv. Oszt. : Békés Megyei Pedagógus Továbbképzési Kabinet, 1973. 20 fol. (Békés megyei tapasztalatok, eredmények és feladatok).
- Eredmények és tennivalók : a közoktatási és közművelődési párthatározat eddigi megvalósításának tapasztalatai Békés megyében : a Békés megyei Tanács V.B. Művelődésügyi Osztály Pedagógus Továbbképzési Intézetének tájékoztatója. Békéscsaba : Békés (megye). Tanács. Művelődésügyi Osztály. Pedagógus Továbbképző Intézet, 1975. 28 p.
- Tettamanti Béla. Pukánszky Bélával. Budapest : Országos Pedagógiai Könyvtár és Múzeum, 1989. 80 p. (Magyar pedagógusok, 0864-9006) ISBN 9637516344
- Egy nagy szegedi neveléstudós, Tettamanti Béla élete és pedagógiai munkássága.[2] Pukánszky Bélával. Szeged : Fel. kiadó Szalay István a Juhász Gyula Tanárképző Főiskola főigazgatója, 1992. 139 p. ill. ISBN 9637171096
- Gondolatok a nevelésről: pedagógiai antológia I–III. Szeged : JGYF Kiadó, 1992–1994.

## Tudományos tisztség
- MTA TMB[3] Neveléstudományi Szakbizottság (tag 1991–)

## Díjak (válogatás)
- Munka Érdemrend arany fokozata (1974)
- Úttörővezető Érdemérem (1982)
- Gyermekekért Érdemérem (1987)
- Pro Iuventute (1991)
- Békés Megyéért díj (1995)
- Tehetségekért díj (1996)
- Apáczai Csere János-díj (1996)

## Külső hivatkozások
- Tanszéktörténet, SZTE JGYPK Alkalmazott Pedagógia Pszichológia Tanszék
- Szegedi Tudományegyetem | Professzorok